# Luke's Lost Lamb
Luke's Lost Lamb er en amerikansk stumfilm fra 1916.

## Medvirkende
- Harold Lloyd som Luke
- Snub Pollard
- Bebe Daniels
- Charles Stevenson
- Billy Fay